# Közpark
A közpark, más néven városi park, nyilvános park  egy zöldövezet, amely a városon belül, vagy annak közvetlen közelében helyezkedik el, azzal a céllal, hogy a helyi polgárok és más látogatók számára kikapcsolódási helyet biztosítson a természetben.
Más zöld területekkel, például kertekkel és fákkal szegélyezett utakkal együtt jelentősen hozzájárul a légkör- és zajszennyezés csökkentéséhez az erősen urbanizált területeken. Ideális helyek a sporttevékenységek gyakorlásához a kondíció fenntartása érdekében, például kocogás, nordic walking, kerékpározás vagy egyszerűen gyaloglás.

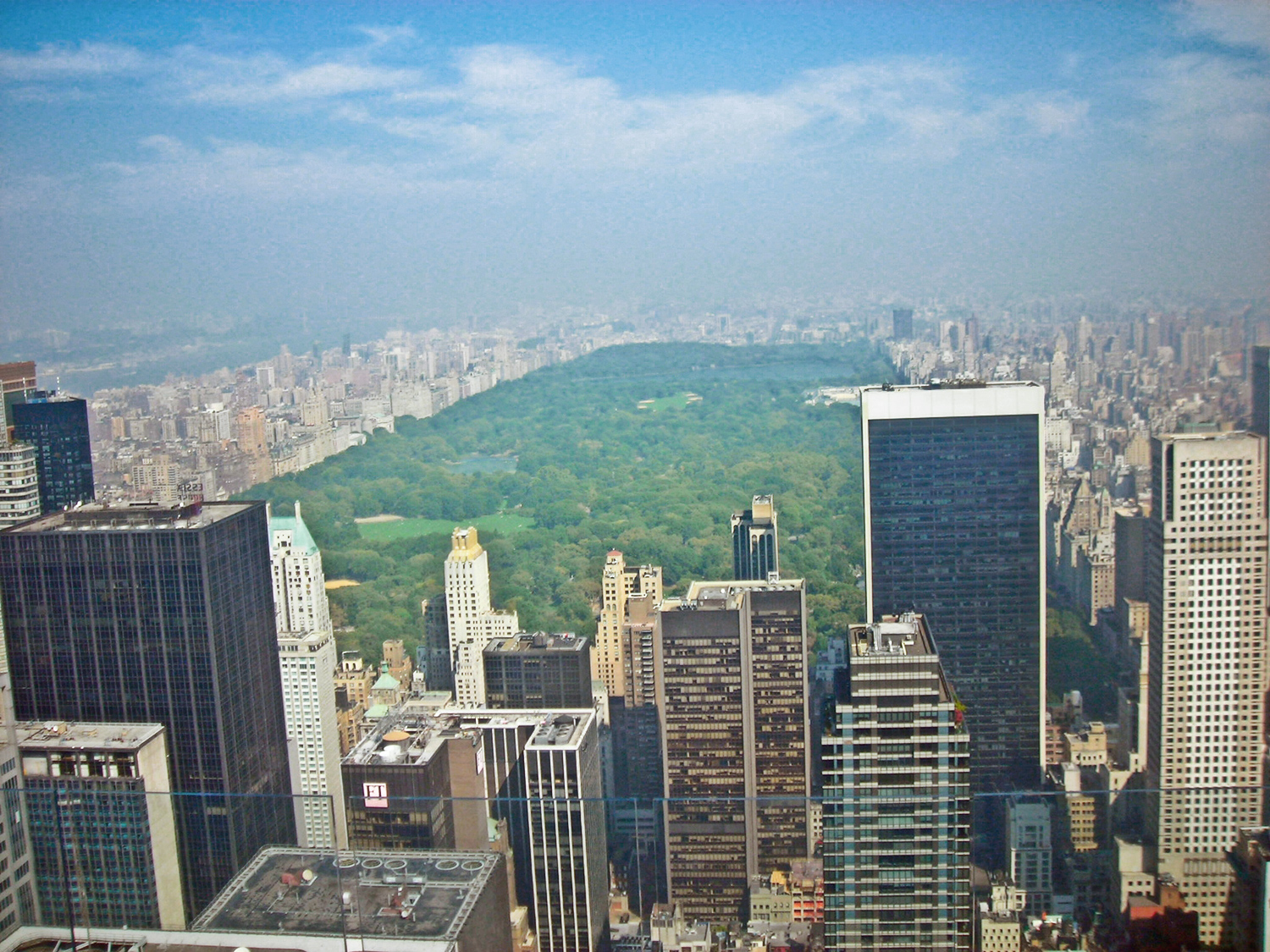
A New York-i Central Park a Rockefeller Centerről
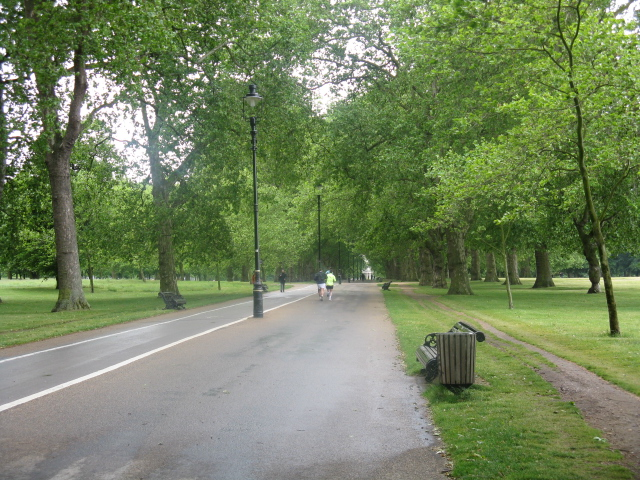
Egy fákkal szegélyezett sugárút a londoni Hyde Parkban
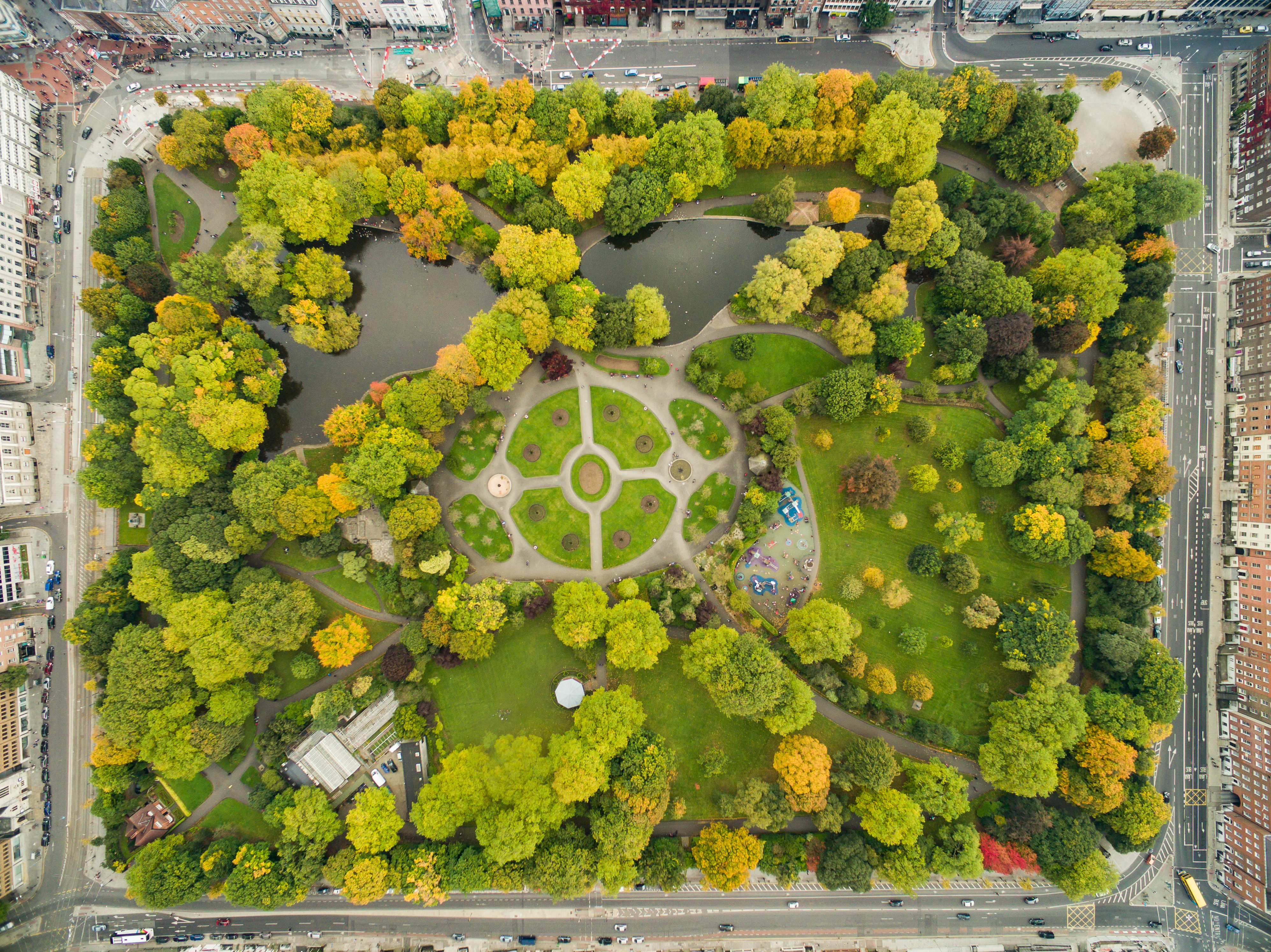
A dublini Stephen's Green
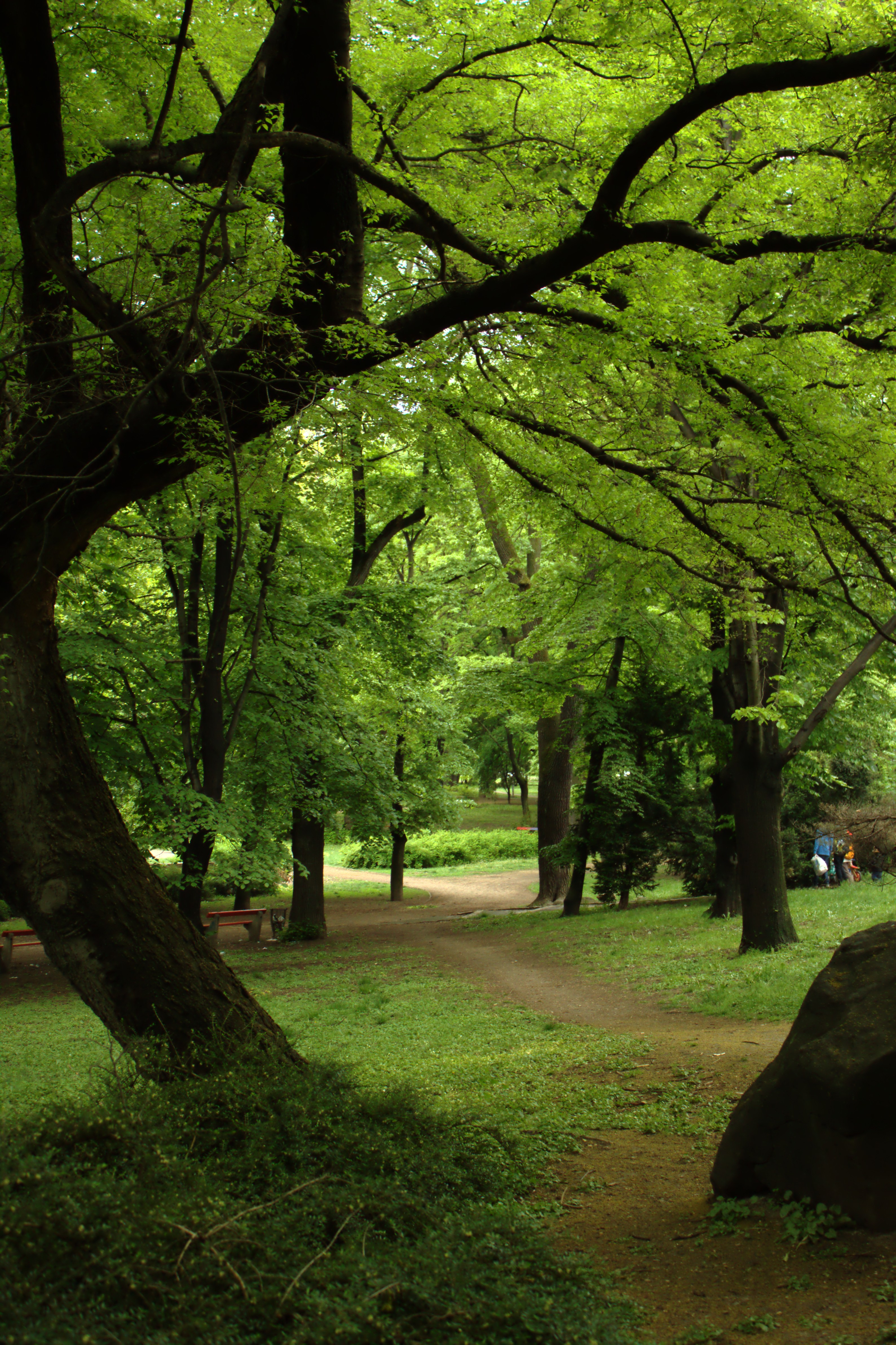
A Városmajor Budapesten

## A világ néhány nagy közparkja
| Név                           | Város                       | Ország | Terület (ha) |
| ----------------------------- | --------------------------- | ------ | ------------ |
| Loszinij Szigeti Nemzeti Park | Moszkva                     | RUS    | 11621        |
| Szandzsaj Gándhi Nemzeti Park | Mumbai                      | IND    | 10400        |
| Franklin Mountains State Park | El Paso (Texas)             | USA    | 9812         |
| South Mountain Park           | Phoenix                     | USA    | 6590         |
| Parco dell'Appia Antica       | Róma                        | ITA    | 4580         |
| Fairmount Park                | Philadelphia (Pennsylvania) | USA    | 3725         |
| George Bush Park              | Houston                     | USA    | 3156         |
| Forest Park                   | Portland (Oregon)           | USA    | 2062         |
| Shelby Farms                  | Memphis (Tennessee)         | USA    | 1824         |
| Mission Trails Park           | San Diego (Kalifornia)      | USA    | 1750         |
| Griffith Park                 | Los Angeles                 | USA    | 1705         |
| Bidwell Park                  | Chico (Washington)          | USA    | 1485         |
| Pelham Bay Park               | New York                    | USA    | 1120         |
| Richmond Park                 | London                      | GBR    | 955          |
| Parque Florestal de Monsanto  | Lisszabon                   | PRT    | 910          |
| Sutton Park                   | Birmingham                  | GBR    | 900          |
| Bois de Boulogne              | Párizs                      | FRA    | 846          |
| Ada Ciganlija                 | Belgrád                     | SRB    | 800          |
| Phoenix Park                  | Dublin                      | IRL    | 712          |
| Rock Creek Park               | Washington (főváros)        | USA    | 710          |
| Parco San Giuliano            | Mestre, Velence             | ITA    | 700          |
| Parco di Monza                | Monza                       | ITA    | 688          |
| Millennium Park               | Grand Rapids                | USA    | 607          |
| Airy Forest                   | Cincinnati                  | USA    | 595          |
| Englischer Park               | München                     | DEU    | 567          |
| New Orleans City Park         | New Orleans (település)     | USA    | 526          |
| Forest Park                   | Saint Louis (Missouri)      | USA    | 524          |
| Flushing Meadows Park         | New York                    | USA    | 508          |
| Lincoln Park                  | Chicago                     | USA    | 487          |
| Balboa Park                   | San Diego                   | USA    | 486          |
| Bushy Park                    | London                      | GBR    | 445          |
| Golden Gate Park              | San Francisco (Kalifornia)  | USA    | 412          |
| Stanley Park                  | Vancouver                   | CAN    | 405          |
| Parco della Favorita          | Palermo                     | ITA    | 400          |
| Belle Isle Park               | Detroit (Michigan)          | USA    | 397          |
| Central Park                  | New York                    | USA    | 341          |
| Point Defiance Park           | Tacoma (Washington)         | USA    | 284          |
| Hyde Park                     | London                      | GBR    | 253          |
| Parco degli Acquedotti        | Róma                        | ITA    | 240          |
| Parc du Mont Royal            | Montréal                    | CAN    | 214          |
| Green Hill Park               | Worcester                   | GBR    | 194          |
| Villa Doria Pamphilj          | Róma                        | ITA    | 184          |
A római Appia Antica Regionális Park a maga 4580 hektárával Európa legnagyobb közparkja.

## Fordítás
Ez a szócikk részben vagy egészben  a   Parco cittadino című olasz Wikipédia-szócikk ezen változatának fordításán alapul.  Az eredeti cikk szerkesztőit annak laptörténete sorolja fel. Ez a jelzés csupán a megfogalmazás eredetét és a szerzői jogokat jelzi, nem szolgál a cikkben szereplő információk forrásmegjelöléseként.